# Ташнер, Игнатиус
Игнатиус Ташнер (нем. Ignatius Taschner; 9 апреля 1871, Бад-Киссинген — 25 ноября 1913, Миттердорф близ Дахау) — немецкий скульптор, медальер, график и иллюстратор литературы, представитель стиля югендштиль (модерн).

## Жизнь и творчество
И.Ташнер родился в семье каменщика Бартоломея Ташнера, бывшего родом из Штраубинга. Вырос в городке Лор-на-Майне. В 1885-1888 годы прошёл обучение на каменотёса в отцовском городе Штраубинг, в мастерской скульптора Вильгельма Кемпфа, и ещё следующий год работает там же учеником мастера. В 1889-1895 годах продолжает художественное образование в мюнхенской Академии искусств под руководством профессоров Сируса Эберле и Якоба Брандля. В Академии начинается дружба Ташнера с молодыми скульпторами Йозефом Раухом и Георгом Врбой.
Первой серьёзной работой И.Ташнера была скульптура в память жертв войны, заказанная ему в 1894 году городом Швейнфурт. В последующие году его произведения выставляются на Мюнхенской, Венской и Берлинской сецессии. Начиная с 1897 года художественная карьера Ташнера оказывается весьма успешной. Среди крупных заказов, им выполненных, следует упомянуть памятник берлинскому художнику Карлу Бенневицу фон Лёфен. Для архитекторов Генри Хелбига и Эрнста Хайгера Ташнер выполняет в 1898 году декоративные росписи в мюнхенском Доме прикладных искусств, а также работы для выставки в Стеклянном дворце Мюнхена.
Как график И.Ташнер выполняет для венского издательства Мартина Герлаха иллюстрации для выходящего там первого тома, ставшей впоследствии популярной, серии «Юношеская библиотека Герлаха» (Gerlach's Jugendbücherei). В 1900 и в 1903 году он делает иллюстрации для издания сказок братьев Гримм. В апреле 1897 года художник вступает в брак с Элен Фельбер. В 1900 же году Ташнер участвует в конкурсе на создание памятника Гёте в Штраубинге, завоевав там 3-ю премию, он представлен на парижской Всемирной выставке скульптурами «Святой Мартин» и «Похититель букета». В 1902 году Ташнер продолжает сотрудничество с М.Герлахом, проиллюстрировав очередной том из его «Юношеской библиотеки», создаёт скульптуру «Нижняя Франкония» для Новой ратуши Мюнхена.
В 1903 году И.Ташлер назначается доцентом в Академии художеств Бреслау (ныне Вроцлав). Среди его друзей - известный художник Людвиг Тома, редактор сатирического журнала Симплициссимус. В этом издании появляются теперь и иллюстрации работы И.Ташлера. В 1904 году скульптор перебирается в Берлин и работает здесь с архитекторами Альфредом Месселем и Людвигом Хофманом, для которых выполняет многочисленные пластические произведения, участвует в скульптурном оформлении Старого городского управления в Берлине (Altes Stadthaus (Berlin). Был одним из первых членов Немецкого художественного общества. В 1906 году И.Ташнер переезжает в Миттерндорф близ Дахау, где приобретает участок земли и строит на нём виллу и художественную мастерскую (окончена в 1911 году). Здесь также он создаёт эскизы своих скульптур для Фонтана Сказок в берлинском Народном парке Фридрихсхайн и фонтана для Венского рынка в Мюнхене.

## Галерея

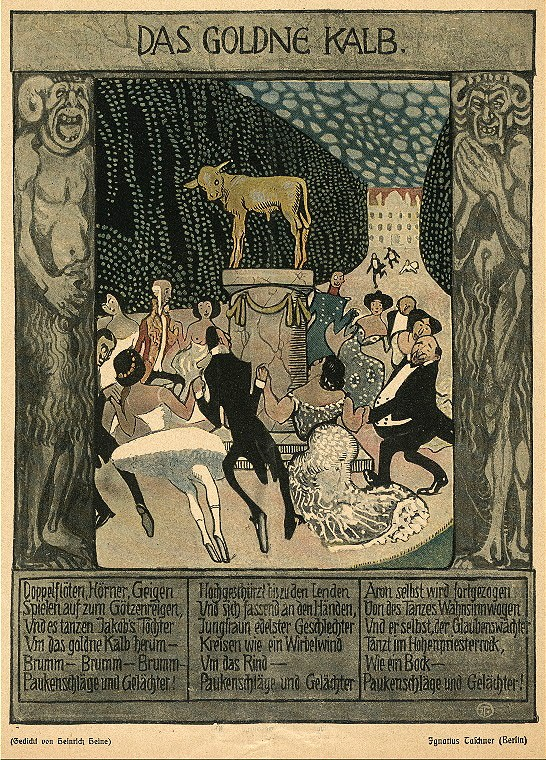
Иллюстрация к стихотворению Генриха Гейне «Золотой телец»
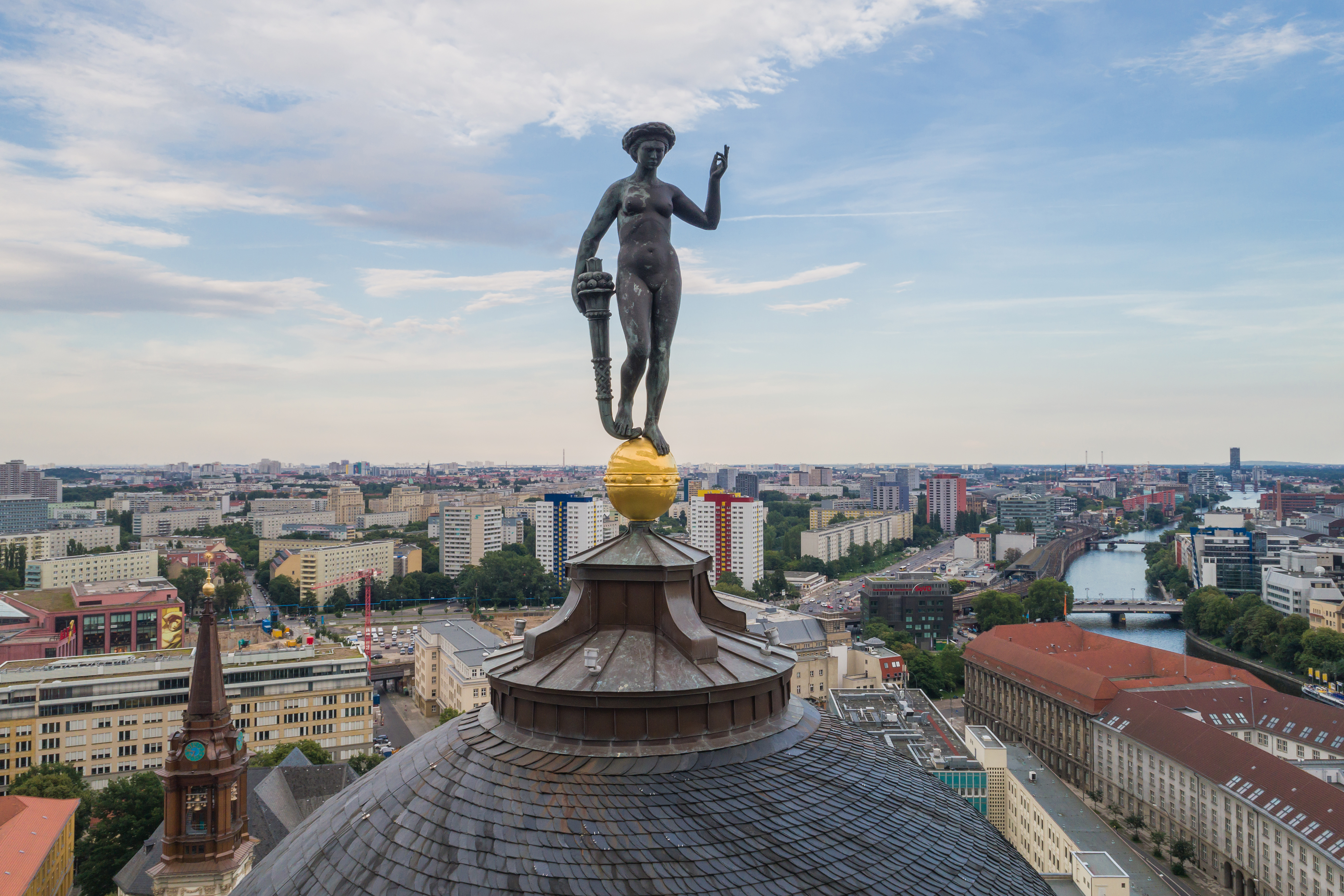
«Фортуна» в Берлине
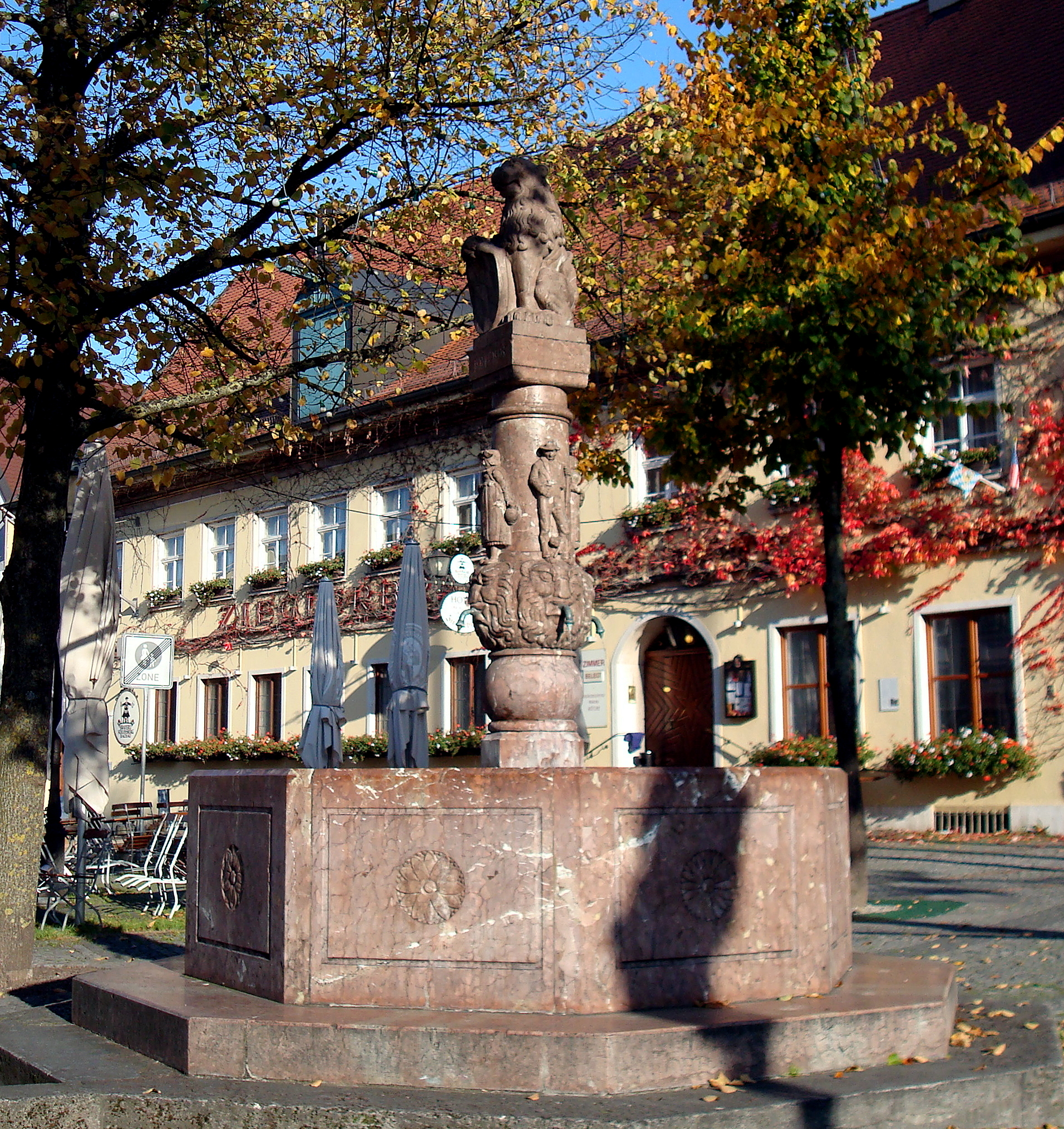
Фонтан у ратуши в Дахау
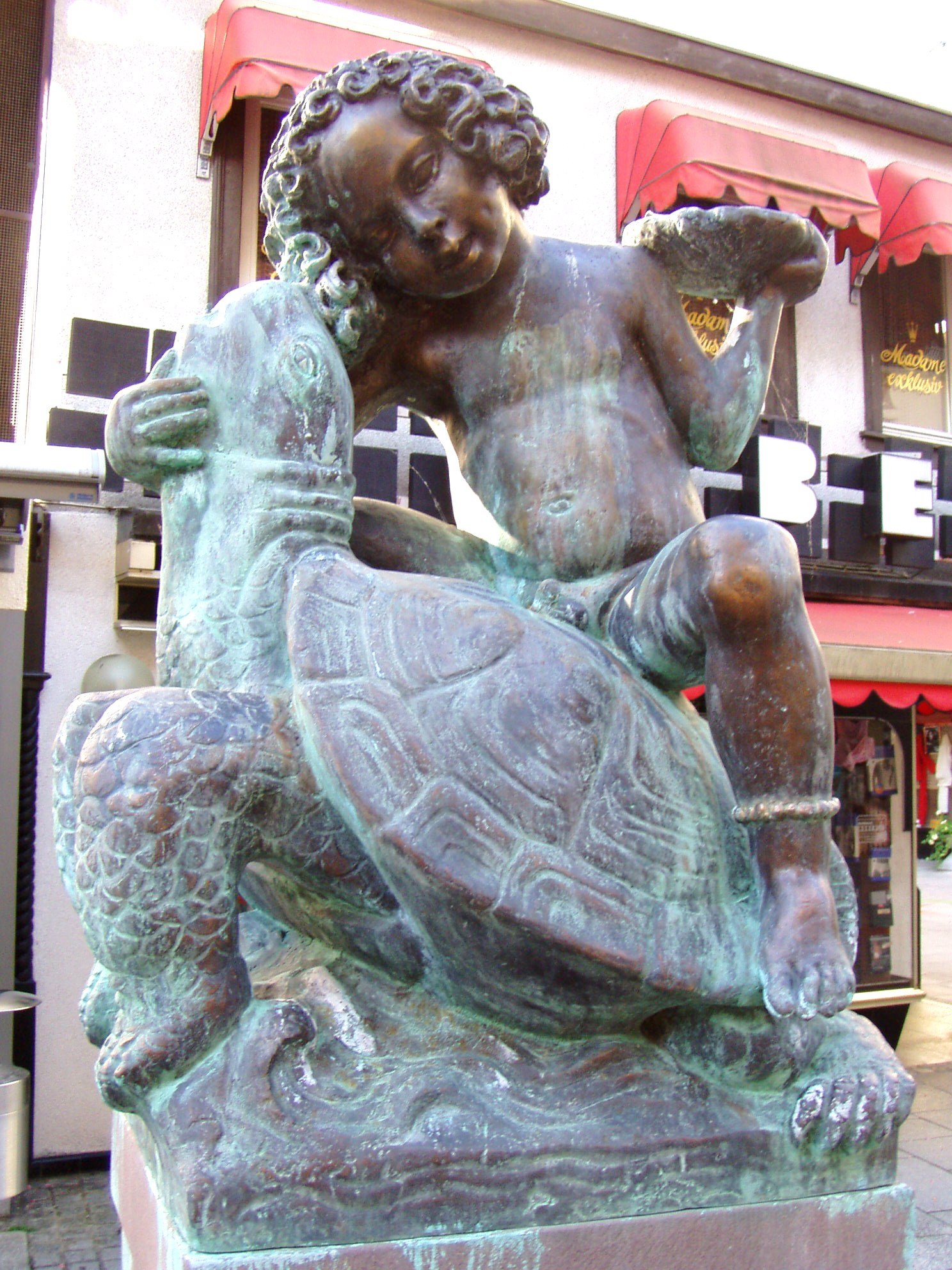
Бронзовые фигуры «Мальчик с черепахой» на Карманном источнике в Бад-Киссингене
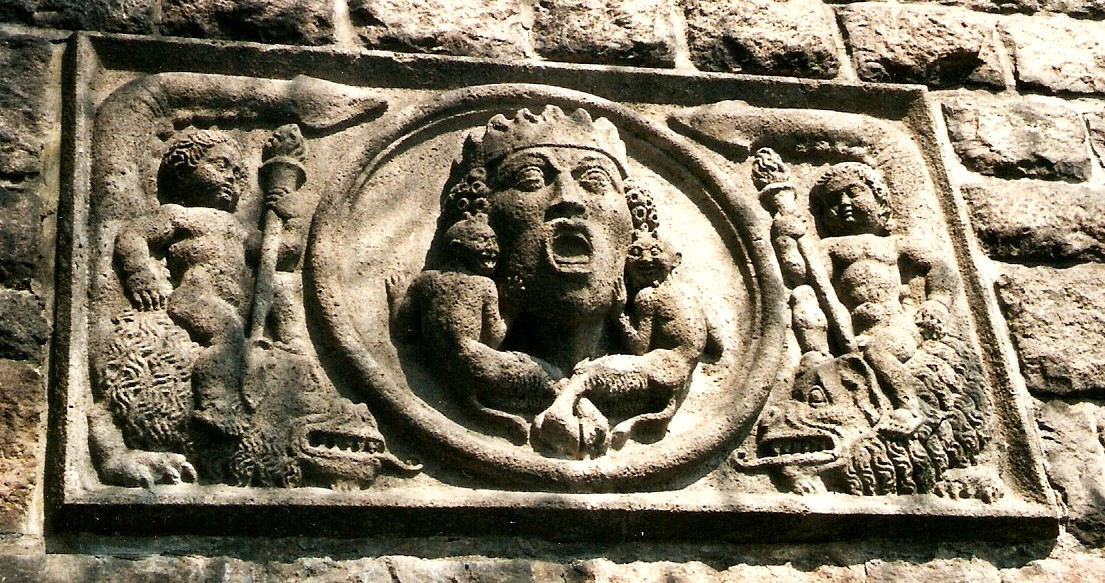
Рельеф на Мосту кукол в Любеке
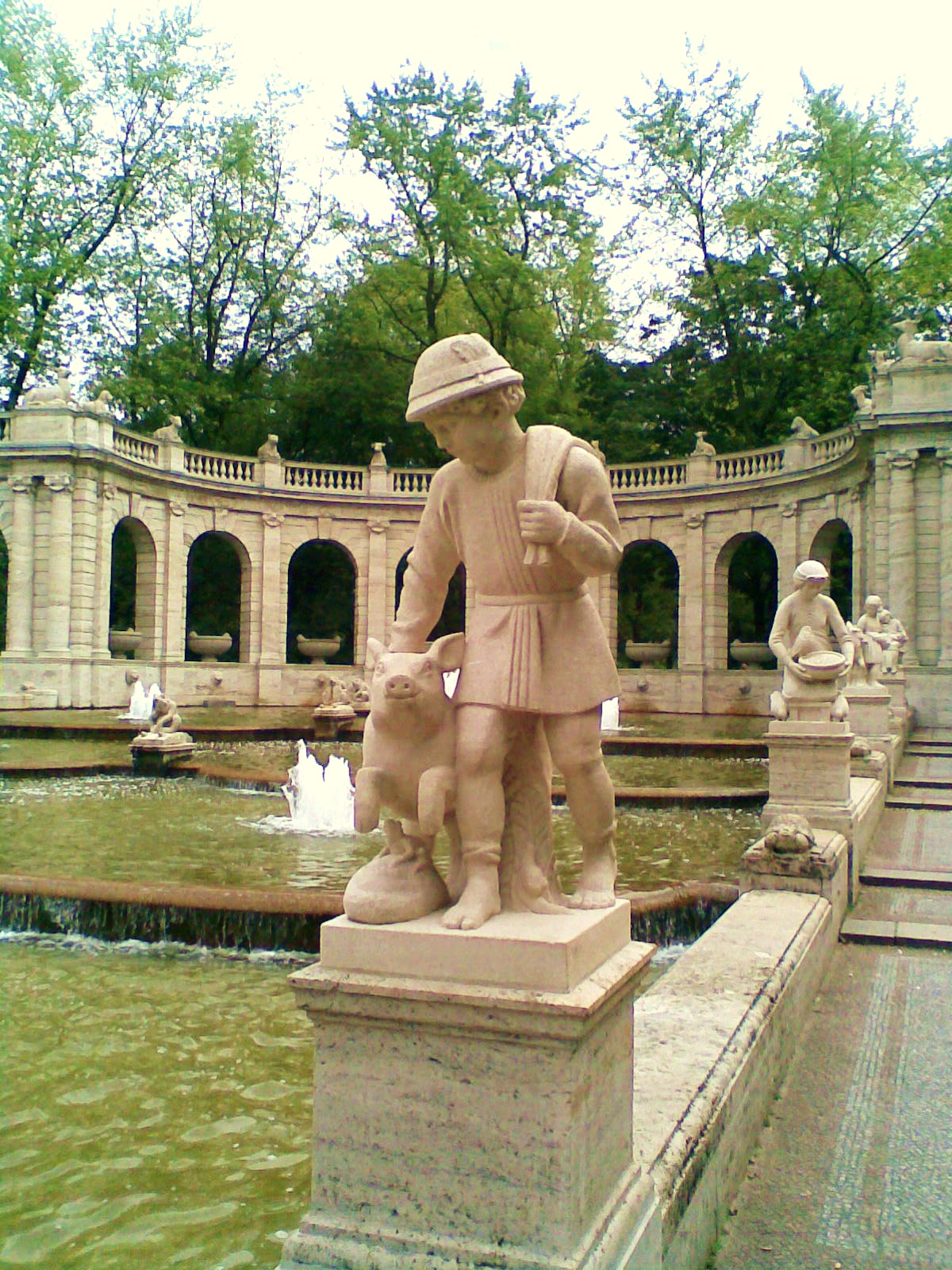
Фонтан сказок, скульптура «Ганс в счастье»
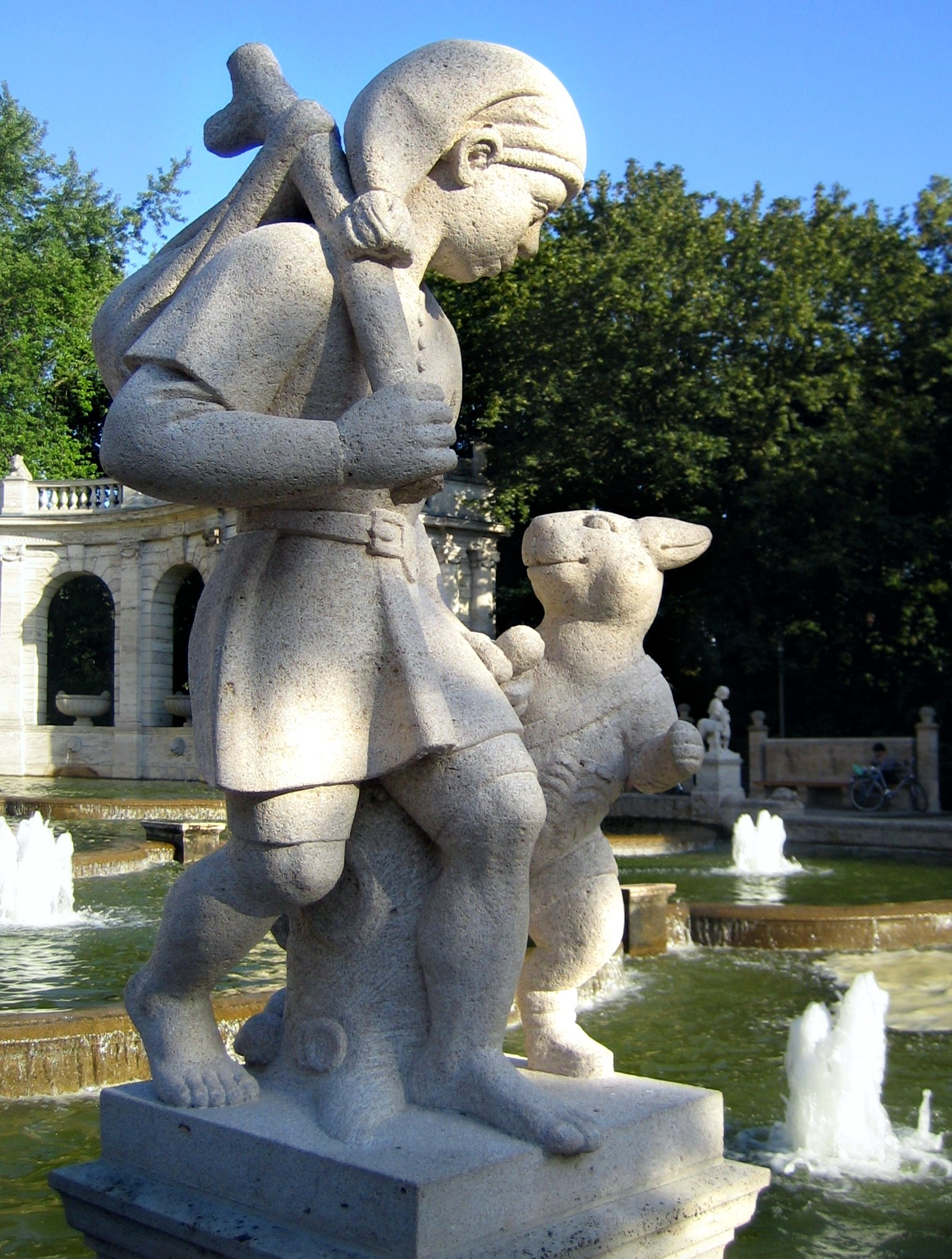
Фонтан сказок, скульптура «Кот в сапогах»
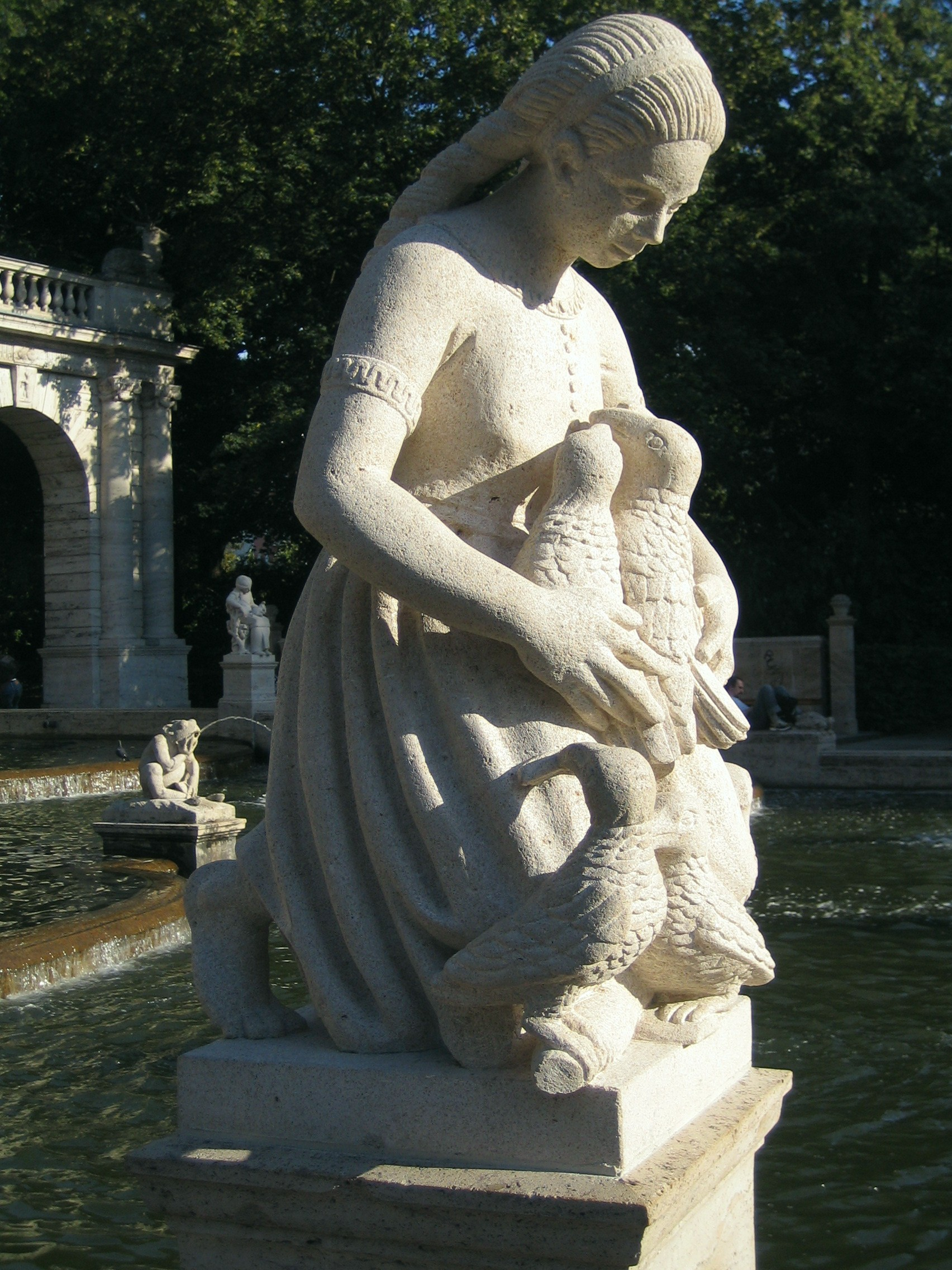
Фонтан сказок, скульптура «Семь воронов»
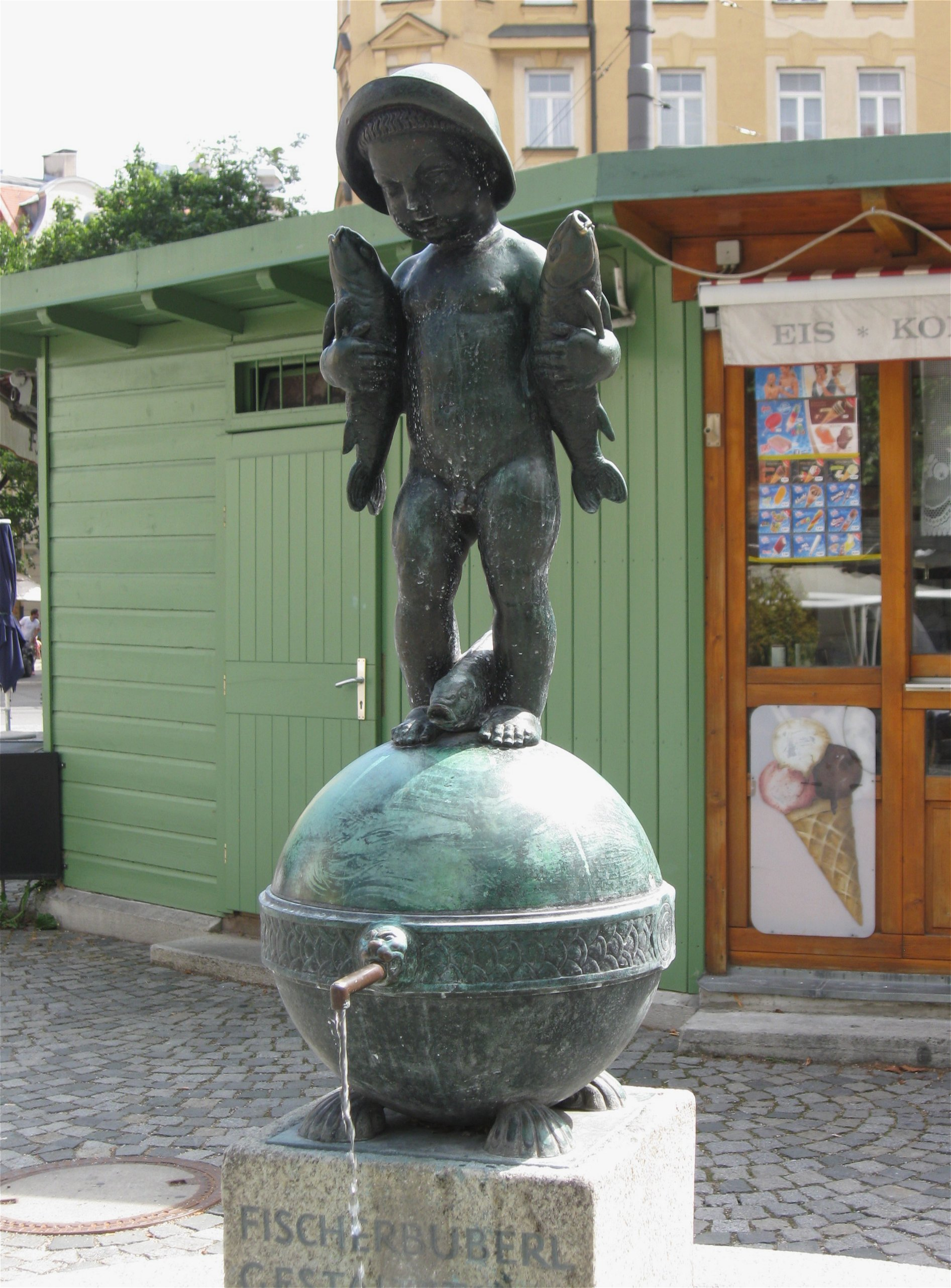
Фонтан на мюнхенском Венском рынке
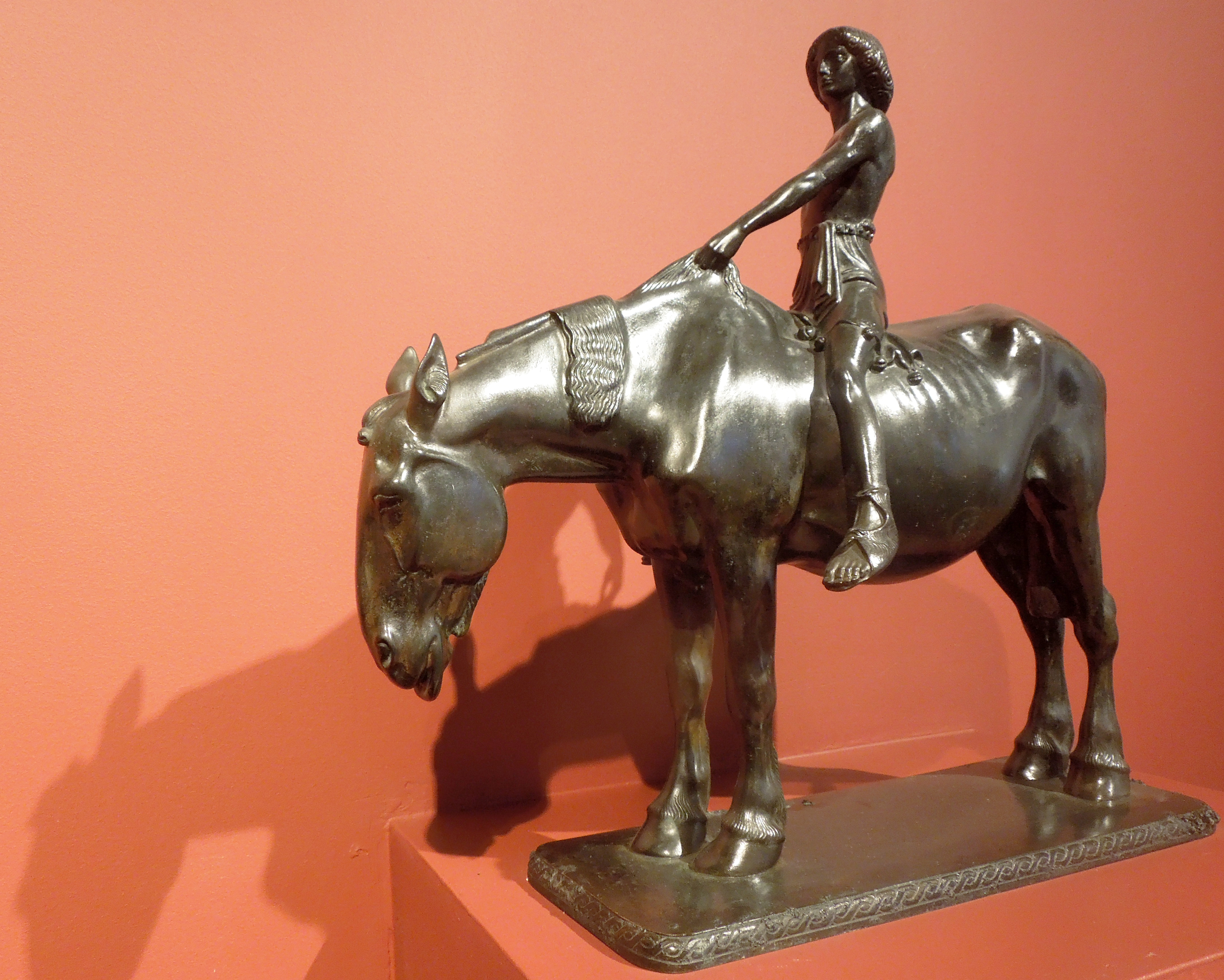
Парцифаль
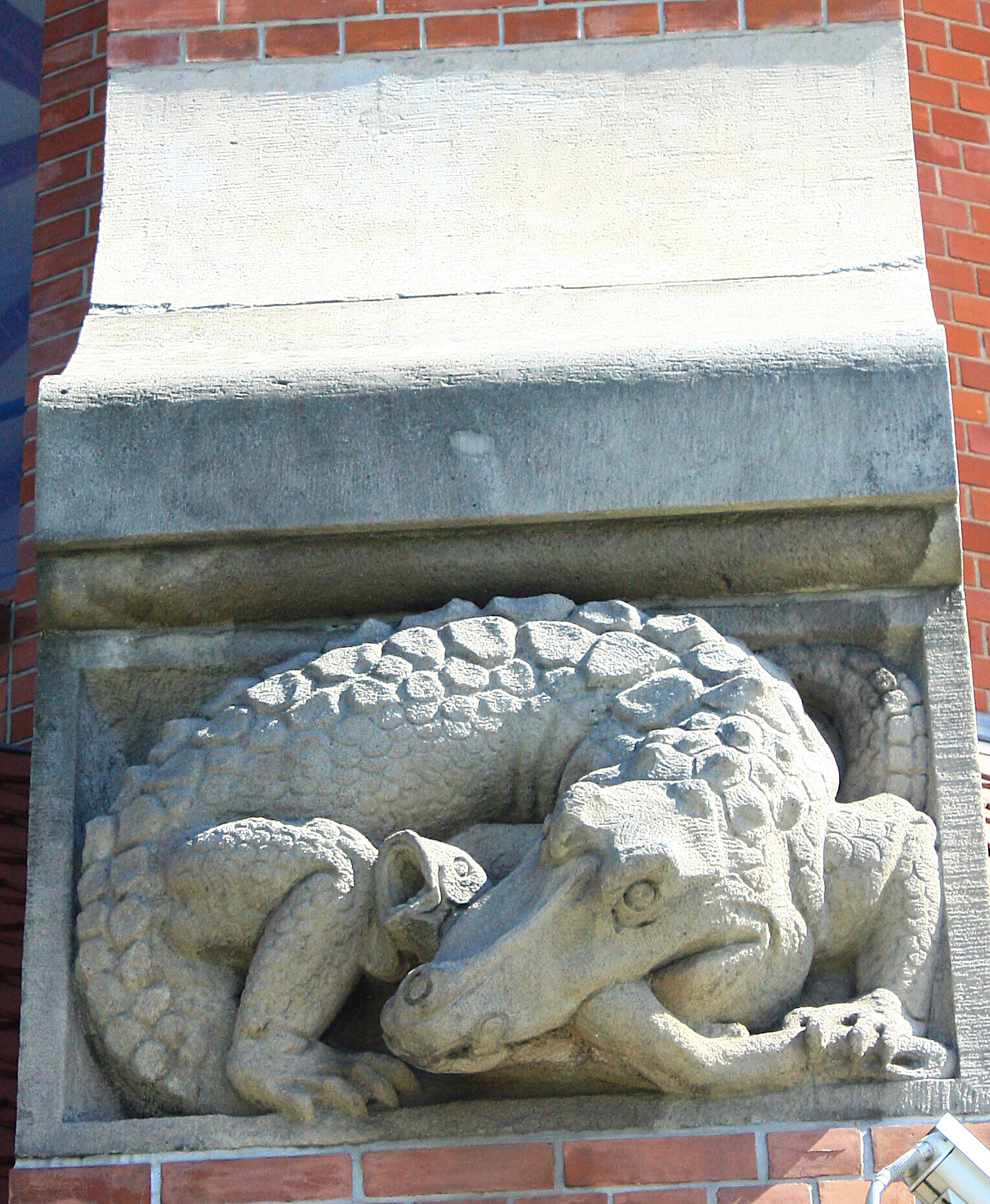
Рельеф на Вроцлавской водонапорной башне.